# 1756

## أحداث
- تأسيس مدينة باباويو وتقع حاليا في الإكوادور.
- حصار حصن سانت فيلب في الفترة ما بين أبريل و29 يونيو.

## مواليد
- جون لودون ماك آدم
- فنسنت-ماري فيينو دو فوبلان
- فولفغانغ أماديوس موتسارت
- هنري لي الثالث
- ويليام غودوين